# Корабельная улица (Санкт-Петербург)
Корабе́льная улица — улица в Кировском районе Санкт-Петербурга. Проходит от Комсомольской площади до Судостроительного завода «Северная верфь».

## История
Первоначальное название дорога на Северную верфь возникло в 1930-е годы. Современное название Корабельная улица присвоено 12 ноября 1962 года, связано с местонахождением в проезде Судостроительного завода.

## Достопримечательности
- Автобусная станция «Кировский завод»
- Первомайская ТЭЦ № 14 (дом 4)
- Кировский завод
- Судостроительный завод «Северная верфь» (дом 6)